# Волфганг Лох
Волфганг Лох (на немски: Wolfgang Loch) е германски психоаналитик.

## Биография
Роден е на 10 май 1915 година в Берлин, Германия. Става преподавател във висше учебно заведение, а от 1971 до 1982 е първи научен ръководител на Катедрата по психоанализа, психотерапия и психосоматика в Тюбингенския университет.
Лох съществено е повлиян от Майкъл Балинт и работи при Александър Мичерлих в Хайделберг и Франкфурт на Майн. Той пише учебници като Krankheitslehre der Psychoanalyse. През 1971 г. Лох взема участие в основаването на образователния център Psychoanalytischen Arbeitsgemeinschaft Щутгарт-Тюбинген. От 1972 до 1975 той е председател на Немското психоаналитично общество (НПО) и в същото време е вицепрезидент на Международната психоаналитична асоциация. От 1990 г. е почетен член на НПО.
Умира на 7 февруари 1995 година на 79-годишна възраст.

## Публикации (по избор)
- Deutungs-Kunst. Tübingen 1993
- Deutungs-Optionen. Tübingen 1995
- … da hat mich die Psychoanalyse verschluckt. Tübingen 1996
- Die Krankheitslehre der Psychoanalyse. Stuttgart 1999 (6., vollst. überarb. und erw. Aufl.)
- Mit Freud über Freud hinaus. Tübingen 2001
- Theorie und Praxis von Balint-Gruppen. Tübingen 1995